# Ohlungen
Ohlungen je občina v departmaju Bas-Rhin francoske regije Alzacija.
Leta 1990 je v občini živelo 1 177 oseb oz. 140 oseb/km².